# Erebia ignota
Erebia ignota är en fjärilsart som beskrevs av Higgins 1930. Erebia ignota ingår i släktet Erebia och familjen praktfjärilar. Inga underarter finns listade i Catalogue of Life.